# Ms. 45
Ms. 45 (br: Sedução e Vingança)  é um filme produzido nos Estados Unidos em 1981, escrito por Nicholas St. John e dirigido por Abel Ferrara.

## Sinopse
Em Manhattan, a costureira muda Thana é uma jovem mulher tímida que trabalha na indústria da moda e que vive sozinha em uma apartamento, onde ela passa seu tempo quando não está trabalhando. Uma noite, ela é estuprada em um beco quando está indo para casa e quando ela chega em casa, ela é estuprada de novo por um outro assaltante. Contudo, ela reage e mata o estuprador com um ferro de passar.
Thana fica perturbada e passa a matar frequentemente homens nas ruas de Nova Iorque.           

## Elenco
- Zoë Tamerlis Lund... Thana
- Albert Sinkys... Albert
- Darlene Stuto... Laurie
- Helen McGara...  Carol
- Nike Zachmanoglou... Pamela
- Abel Ferrara... First Rapist
- Peter Yellen... The Burglar
- Editta Sherman... Mrs. Nasone
- Vincent Gruppi... Heckler on Corner
- S. Edward Singer... The Photographer
- James Albanese... Nick